# Inaria
Inaria – rodzaj wczesnego koralowca żyjącego w późnym prekambrze na obecnych terenach Australii, przedstawiciel fauny ediakarańskiej. Został opisany przez Jamesa Gehlinga w 1988 roku na podstawie skamieniałości 51 okazów, spośród których 29 było kompletnych. Holotypem jest okaz oznaczony numerem katalogowym SAMP27913, a paratypami SAMP27914, SAMP27924 i SAMP27926 – szczątki osobników w różnym wieku i różnym stopniu zachowania. Inaria była delikatnie zbudowanym zwierzęciem, o szerokiej okrągłej podstawie, zwężającej się ku górze w wyrostek przypominający tubę. Osobniki opisane przez Gehlinga różniły się rozmiarami – u najmniejszych podstawa mierzyła 21 x 18 mm, a u największych – 106 x 86 mm. Ściana zewnętrzna była zbudowana z mezoglei i cienkiej warstwy naskórka. Macki nie występowały. Prawdopodobnie Inaria jest wczesnym ukwiałem, niezagrzebującym się w podłożu. Gehling spekulował, że mogła być przodkiem współczesnych ukwiałów.
Nazwa Inaria pochodzi od imienia żony Jamesa Gehlinga – Inary, a nazwa gatunkowa gatunku typowego, karli, honoruje Karla Gehlinga, syna Jamesa, który pomógł w zebraniu wielu okazów inarii.